# Héctor Suárez Gomís
Héctor Suárez Gomís este un actor de origine mexicană.

## Telenovele

### TV Azteca
- Amor sin Condiciones (2006) as Braulio
- Mirada de mujer: El regreso (2003)

### Televisa
- Por siempre mi amor (2013-2014) as Fernando Córdova/Javier Castillo
- Carita de ángel (2000) as Omar Gasca
- Infierno en el Paraíso (1999) as Ricardo Selma
- Preciosa (1998) as Lorenzo 'Pantera' Ortiz
- El premio mayor (1995) as El Tacubayo
- Sueño de amor (1993)
- Alcanzar una estrella II (1991) as Pedro
- Alcanzar una estrella (1990) as Pedro
- Mi segunda madre (1989)
- Un nuevo amanecer (1988) as Pavo
- Principessa (1984)

### Telemundo
- Zorro: La Espada y la Rosa(2007) as Capitán Anibal Pizarro
- El Engaño (2008)